# Décoration commémorative du 50e anniversaire de la création des chemins de fer

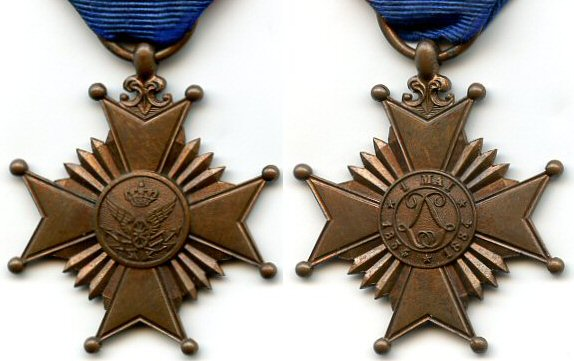
Avers (gauche) et revers (droite) de la médaille

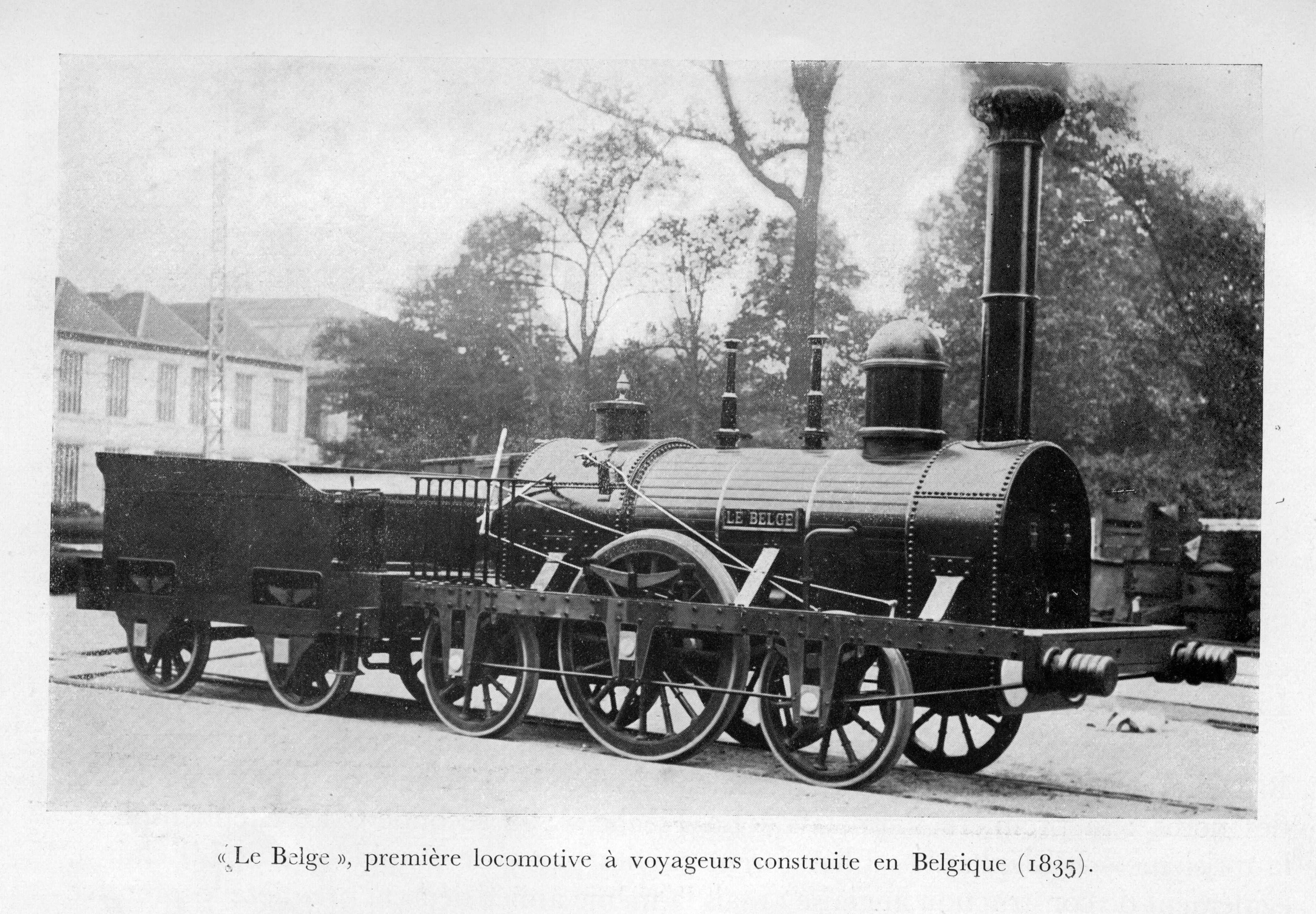
« Le Belge » première locomotive construite en Belgique 1835

La Décoration commémorative du 50e anniversaire de la création des chemins de fer 1834-1884 (néerlandais : Commemorative Decoratie van de 50e Verjaardag van de Schepping van de Spoorwegen 1834-1884) est une décoration commémorative belge soulignant le 50e anniversaire de la loi du 1er mai 1834 ordonnant la création des chemins de fer en Belgique.  Elle fut instaurée par décret royal du roi Léopold II le 30 avril 1884 sur la proposition des ministres des Travaux Publics et de l'Intérieur, son statut fut ratifié par un décret royal ultérieur le 11 juillet 1884.

## Statut
La Décoration commémorative du 50e anniversaire de la création des chemins de fer était attribuée aux fonctionnaires, employés et agents commissionnés par les départements des travaux publics ou de l'intérieur qui, durant leur emploi, en date du 1er mai 1884, avaient un minimum de 25 années de bons et loyaux services et avaient collaboré à la construction ou à l'exploitation des chemins de fer de l'État.
À la suite d'une proposition faite par les ministres des chemins de fer, des postes et télégraphes, de l'agriculture, de l'industrie et des travaux publics, la loi fut modifiée par décret royal le 11 juillet 1884 pour inclure en tant que récipiendaires potentiels, toujours selon les conditions d'attribution énoncés dans le précédent décret en date du 30 avril 1884, les fonctionnaires et les employés concédés, ainsi que les fonctionnaires, employés et agents commissionnés retraités.

## Insigne
La Décoration commémorative du 50e anniversaire de la création des chemins de fer était une croix de Malte émaillée en blanc avec un médaillon central légèrement convexe émaillé de bleu foncé.  La croix était bordée d'or avec de petites boules dorées aux huit extrémités de ses bras.  L'avers du médaillon central portait l'emblème doré des chemins de fer de l'époque, une roue ailée sur six flèches pointant dans des directions différentes, le tout sous la couronne royale de Belgique.  Son revers portait le monogramme doré du roi Léopold II sur un fond émaillé blanc entouré par un anneau émaillé bleu foncé arborant la date dorée « 1er mai » au sommet, « 1834 » en bas à gauche et « 1884 » en bas à droite, trois petites étoiles dorées à cinq pointes séparaient les trois inscriptions.
La décoration était suspendu par un anneau passant latéralement au travers d'une suspension en forme de boule fixé au haut de la décoration sur une base ornée, à un ruban de soie moirée bleue avec deux rayures longitudinales rouges près des rebords.

## Récipiendaires (liste partielle)
- Ministre d'état Jules Le Jeune[3]

## Médaille
Une médaille fut aussi créée dans le but de récompenser les membres du personnel ouvrier des chemins de fer de l'État.  Elle était conforme au modèle de la décoration mais arborait des rayons entre ses bras, était frappée entièrement de bronze et était dépourvue d'émaux.  Elle était décernée aux ouvriers actifs ou pensionnés des chemins de fer belges qui, en date du 1er mai 1884, avaient coopéré à la construction ou à l'exploitation des chemins de fer de l'État pendant une période d'au moins 25 ans de bons et loyaux services.

## Sources
- Quinot H., 1950, Recueil illustré des décorations belges et congolaises, 4e Édition. (Hasselt)
- Cornet R., 1982, Recueil des dispositions légales et réglementaires régissant les ordres nationaux belges. 2e Ed. N.pl., (Bruxelles)
- Borné A.C., 1985, Distinctions honorifiques de la Belgique, 1830-1985 (Bruxelles)